# 郭栄宗
郭 栄宗（かく えいそう、グオ ロンゾン、1954年〈民国43年〉8月23日 - ）は、中華民国（台湾）の政治家。民主進歩党所属の元立法委員。

## 経歴
1994年に観音郷長選挙に39歳で初当選、その後再選され2期務めた。
2001年の第5回立法委員選挙では桃園県選挙区から出馬し初当選、2004年の第6回立法委員選挙でも再選された。
2008年の第7回立法委員選挙では、選挙区の再編により桃園県第二選挙区から出馬したが、国民党候補の廖正井に敗れ落選した。
2009年10月27日、廖正井が投票買収により選挙無効の判決が下され、翌年1月9日の補欠選挙で58%以上の得票率を獲得し当選した。
2012年の第8回立法委員選挙では、再選を目指して出馬したが、再び立候補した廖正井に、僅か0.42%、1000票未満の僅差で敗れ落選した。
2014年の桃園市議会選挙に出馬し当選した。
2015年、翌年の立法委員選挙の桃園市第二選挙区の党内予備選挙で陳頼素美に敗れた。
2015年8月24日、自身が投票買収により選挙無効の判決が下され、わずか8か月の任期で桃園市議会議員を辞任した。同年11月14日の補欠選挙に、自身の息子である郭裕信を擁立したが、前年の選挙で郭栄宗自身が打ち負かした候補の呉宗憲に敗れ落選した。
2016年4月20日、収賄罪で懲役6か月、罰金18万台湾ドルと2年間の公民権剥奪の判決が下った。

## 選挙記録
| 年度 | 選挙                     | 選挙区           | 所属政党   | 得票数 | 得票率 | 当選 | 注釈 |
| ---- | ------------------------ | ---------------- | ---------- | ------ | ------ | ---- | ---- |
| 1998 | 第12回桃園県観音郷長選挙 | 桃園県観音郷     | 民主進歩党 | 12,860 | 60.50% |      |      |
| 2001 | 第5回立法委員選挙        | 桃園県選挙区     | 民主進歩党 | 43,482 | 5.53%  |      |      |
| 2004 | 第6回立法委員選挙        | 桃園県選挙区     | 民主進歩党 | 35,762 | 4.85%  |      |      |
| 2008 | 第7回立法委員選挙        | 桃園県第二選挙区 | 民主進歩党 | 58,577 | 44.91% |      |      |
| 2010 | 第7回立法委員補欠選挙    | 桃園県第二選挙区 | 民主進歩党 | 53,633 | 58.06% |      |      |
| 2012 | 第8回立法委員選挙        | 桃園県第二選挙区 | 民主進歩党 | 91,250 | 49.79% |      |      |
| 2014 | 第1回桃園市議員選挙      | 第十二選挙区     | 民主進歩党 | 11,424 | 34.60% |      |      |